# オリックス・バファローズ (ファーム)
オリックス・バファローズ（ORIX Buffaloes）のファームは、日本のプロ野球球団・オリックス・バファローズの下部組織として設置されているファームチームである。ウエスタン・リーグの球団のひとつ。
2000年から2005年まで「サーパス神戸（SURPASS KOBE）」、2006年から2008年までは「サーパス（SURPASS）」の名称であった。

## 概要
1949年に、当時の阪急ブレーブスは、読売ジャイアンツ（巨人）や南海ホークスとともに二軍を結成。1950年11月に開催されたプロ野球二軍選手権に参加している。
1952年より関西ファーム・リーグに参加、1955年より同リーグを改組したウエスタン・リーグに参加している。
2000年シーズン前、オリックス・ブルーウェーブが二軍本拠地を神戸総合運動公園サブ球場（グリーンスタジアム神戸サブ球場）から北神戸田園スポーツ公園野球場（あじさいスタジアム北神戸）に移転するのに合わせ、将来的なファーム組織の独立採算化を目指し、チーム名称にスポンサー名を冠することになった。その結果、建設大手の穴吹工務店と3年間総額3億円（推定）で合意し契約。穴吹が建設・販売しているマンションのブランド名「サーパス」と本拠地名と組み合わせた名称、サーパス神戸（サーパスこうべ）に改称した。スポンサー契約を伴う二軍の呼称変更は、日本プロ野球に於いては初めての試みだった。なお、前年まで二軍本拠地だった神戸サブ球場は、2016年シーズンまで練習などで使用していた。
2003年1月に穴吹との契約が満了し、代わって2月より物流関連企業のサイバーファームが新たなスポンサーとなったが、既に「サーパス」の名称が定着しつつあったことから、穴吹側の了承を得てその後も引き続き「サーパス」の名称を使用していた。2005年11月にサイバーファームとの契約が終了した後、穴吹はスポンサーに復帰し2008年まで契約は続いた。2002年より、福岡県のテレビ西日本にて福岡ダイエーホークス（現福岡ソフトバンクホークス）二軍とサーパスの福岡での二軍戦が断続的に放送されているが、穴吹工務店は大会の冠スポンサー及び番組の筆頭スポンサーを務めている。
2004年のシーズン終了後、一軍が大阪近鉄バファローズと合併したことに伴い近鉄二軍を実質的に吸収。2006年、都市名を除いたサーパスに改称。2007年、韓国・SKワイバーンズとの混同を避ける為、略号を「SK」から「SU」に変更した。
2009年、穴吹工務店が不況に伴う事業再編の一環として契約の打ち切りを表明し、名称が一軍と同じオリックス・バファローズに変更される。穴吹工務店は同年に経営破綻し、現在はオリックス子会社の大京の完全子会社として再生している。
2009年6月、鹿児島県のNPO法人がファームを同県薩摩川内市に誘致する構想を持っていることが報じられたが、オリックス球団側は関知していないと答えた。2011年には新たに設立されたNPO法人「ゆくさBs鹿児島誘致会」が鹿児島市への誘致を提唱するも、後述の大阪移転決定後の2016年にこのNPO法人は解散し、立ち消えとなっている。
2008年 - 2010年にはフェニックスリーグで3連覇を達成した。2010年からは神戸サブ球場での試合開催を復活させている。
2015年12月7日、神戸市から大阪市此花区舞洲地区に球団トレーニング施設や選手合宿所等を移転・整備する計画を発表した。2017年シーズンからは、上記の新施設を稼働。施設の近隣にある既設の舞洲ベースボールスタジアムと、施設内に新設された舞洲サブ球場(バファローズスタジアム)を、ファームの本拠地球場として使用する。
遅くとも2022年シーズン開始までの間に三軍の活動が開始されている。

## 本拠地
前述したように、2017年シーズンからは、舞洲ベースボールスタジアム（3年間の命名権契約によって6月15日から「大阪シティ信用金庫スタジアム」に改称）と舞洲サブ球場を本拠地として使用。舞洲ベースボールスタジアムは大学・高校野球などとの併用球場であるため、同年のウエスタン・リーグの公式戦については、ナイター照明設備のない球団専用の舞洲サブ球場を本拠地球場として利用していた。2018年シーズンからは、舞洲サブ球場を改称（同年のみ「舞洲バファローズスタジアム」→2019年から「オセアンバファローズスタジアム舞洲」へ改称）する一方で、ナイター照明設備を擁する大阪シティ金庫スタジアムでも一部の公式戦をナイトゲームで開催する。
2016年シーズンまではあじさいスタジアム北神戸、神戸総合運動公園サブ球場（グリーンスタジアムサブ球場）を主に使用。舞洲ベースボールスタジアムでも、ナイトゲームとして年に数試合開催していた。
神戸時代から、関西圏でのファン開拓を見据えた大阪府、兵庫県、奈良県、和歌山県内の地方球場での主催試合を実施してきた。本拠地を舞洲へ移転した2017年シーズン以降も大阪、奈良、和歌山での主催試合開催を継続している（2020年を除く［後述参照］）一方で、兵庫での主催試合はあじさいスタジアム北神戸及び地方球場からは2016年をもって撤退し、神戸総合運動公園サブ球場についても2017年5月5日～7日に行われた対阪神3連戦を最後に実施していないため、2017年6月以降の開催は神戸総合運動公園野球場のみとなっている。
2020年は日本国内における新型コロナウイルス感染拡大の影響で、主催試合をオセアンバファローズスタジアム舞洲のみで実施した。2021年以降は地方球場での主催試合を再開させるなど、従来のスケジュールに戻している。
2000-2009年までは神戸市内での開催は神戸サブ球場での一部の試合を除き、基本的に北神戸のみで開催していたが、2010年から原則として4-6月は神戸サブ、7-9月は北神戸でのナイターをメインとした日程を組んだ。オリックス一軍が神戸球場を正本拠としていた時代（協約上は1991年から2007年。実質2004年まで）には、週末を中心に1軍のデーゲーム試合後に2軍の試合を薄暮開催する「親子ダブルヘッダー」をしたことが度々あった。
過去の本拠地球場
- 西宮第二球場

ブレーブス時代の1990年まで使用。当時の一軍本拠地であった阪急西宮球場の近くにあった。
- あじさいスタジアム北神戸
- 神戸総合運動公園サブ球場

## チームの特徴
- 「ファームとは居てはならない場所」という方針の下で若手の奮起を促しており、MLBに於けるマイナーリーグのように待遇面でも一軍との差別化が行われている。本拠地に近い大阪府・兵庫県内の球場（阪神鳴尾浜球場など）で試合を予定している場合にも、選手には球場までの交通費を支給するだけにとどめている。遠征時も新幹線や空路は極力使用せず、チーム専用バスで長時間掛けて移動している。
- 選手寮については、ブルーウェーブ時代の1991年に神戸サブ球場近辺へ建てられた室内練習場付きの（初代）「青濤館」を2016年まで使用。施設の老朽化が進んだことから、舞洲サブ球場の左翼場外に4階建ての（第2代）「青濤館」を建設したうえで、2017年から使用している。
  - 初代の「青濤館」には、イチロー（鈴木一朗）がブルーウェーブ時代の1992年の入団から、数年間にわたって406号室で生活。球団では、イチローが退寮してから第2代「青濤館」へ移転するまで、「鈴木一朗」のネームプレートを掲げたまま406号室をあえて空けていた。その一方で、1995年・1996年に一軍がイチローを擁してパシフィック・リーグで優勝した後には、玄関前の敷地で2連覇記念の植樹を実施。イチロー自身は、プレーの場をMLBへ移した2001年以降も、オフシーズンに初代「青濤館」の室内練習場で自主トレーニングを続けてきた。しかし球団は、舞洲への本拠地移転後に、初代「青濤館」の建物および敷地の所有権を放棄した[12]（跡地には分譲マンションが建設されている）。
  - 第2代「青濤館」では、選手用の個室を3・4階に集約させる一方で、4階の個室の一部（5室）を他の個室の1.5倍広く設計。一軍のレギュラークラスの独身選手だけが使用できるように定めている。
- ユニフォームは、サーパス時代まで、1990年代半ば以降の日本プロ野球界では珍しく、ボタンなしのプルオーバー式であった。
- サーパスのユニフォームは、ファーム落ちの可能性が低い選手も含め全員分を作ったため（出典：綱島理友『プロ野球ユニフォーム物語』）、試合では着用しなかったが、イチローのユニフォームも存在し、オリックス退団・マリナーズ移籍時に当時の穴吹工務店社長・穴吹英隆との記念撮影で着用した。現在は、実家に隣接して開設されている記念館「イチロー展示ルーム I-fain」にて展示されている。また、中村紀洋や清原和博は試合で着用したことがある。
- サーパス時代、同じく一軍とは別名義の球団だった湘南シーレックス（現：横浜DeNAベイスターズ二軍）のグッズは販売されていたものの、インボイス及びグッドウィル（現：埼玉西武ライオンズ二軍）とともに、サーパスのグッズ、レプリカ帽子・ユニフォーム等は商標の関係上、発売されることは無かった（帽子は過去にファームの年間パス購入特典としてプレゼントされたことはあった。）。
- サーパス専用の球団歌として「明日を見せてやれ」（歌:渡邊正紀、作詞:岡康道、作曲:榊原大）という曲が存在していたが、チーム名変更で使用されなくなり、CDも商標・権利関係上発売されておらず、過去に球場で配布されたのみの非売品であるため、現在では入手困難の幻の曲となっている。

## マスコット
基本的に一軍と同じであるが、「サーパス（神戸）」時代には一軍とは別のマスコットが起用されていた。
- サマー - 背番号384。チーム名の「サーパス」から。
- シルキー

フェニックスがモチーフ。二軍に落ちた選手に不死鳥のごとく復活してほしいという願いが込められている。2007年4月1日に結婚。名称と「結婚」の設定は穴吹工務店の創業者夫妻の名前（夏次、キヌヱ）に由来する。
チーム名称が一軍と統一された2009年シーズン以降登場せず、2011年以降は球団マスコット自体が一新され、一軍と同じバファローブル・バファローベルが就任している。
かつてのスポンサーが穴吹工務店であることから、bjリーグ・高松ファイブアローズ（当時）のマスコットを兼任していたが、同社の倒産により2009-2010シーズンからは登場していない。

## 歴代監督
- 1963年 - 1971年 ： 片岡博国
- 1972年 - 1973年 ： 中田昌宏（第1次）
- 1974年 - 1980年 ： 西村正夫
- 1981年 - 1988年 ： 中田昌宏（第2次）
- 1989年 ： 住友平（第1次）
- 1990年 - 1991年 ： 福本豊
- 1992年 - 1997年 ： 根来広光
- 1998年 - 1999年 ： 弓岡敬二郎（第1次）
- 2000年 - 2001年 ： 新井宏昌（第1次）
- 2002年 ： 中尾孝義
- 2003年 ： 中沢伸二
- 2003年 - 2005年 ： 加藤英司
- 2006年 ： 大石大二郎
- 2007年 - 2008年 ： 住友平（第2次）
- 2008年 - 2009年 ： 古屋英夫
- 2010年 - 2012年 ： 新井宏昌（第2次）
- 2013年  ： 弓岡敬二郎（第2次）
- 2014年 - 2015年  ： 岡本哲司
- 2016年 - 2018年  ： 田口壮
- 2019年 - 2020年 ： 中嶋聡※1
- 2020年 -   ： 小林宏

※1 2020年8月21日付けで二軍監督から一軍監督代行へ配置転換。シーズン終了後正式に一軍監督に就任。